# Polloneïta
La polloneïta és un mineral de la classe dels sulfurs que pertany al grup de la sartorita. Rep el nom de la mina Pollone, a Itàlia, la seva localitat tipus.

## Característiques
La polloneïta és una sulfosal de fórmula química AgPb46As26Sb23S120. Va ser aprovada com a espècie vàlida per l'Associació Mineralògica Internacional l'any 2015, sent publicada per primera vegada el 2017. Cristal·litza en el sistema monoclínic. La seva duresa a l'escala de Mohs es troba entre 3 i 3,5.
L'exemplar que va servir per a determinar l'espècie, el que es coneix com a material tipus, es troba conservat a les col·leccions mineralògiques del Museu d'Història Natural de Viena (Àustria), amb el número de catàleg: 9786.

## Formació i jaciments
Va ser descoberta a la mina Pollone, situada a Valdicastello Carducci, al municipi de Pietrasanta de la província de Lucca (Toscana, Itàlia), on es troba en forma de grans anèdrics de fins a 0,5 mm de diàmetre, associada a barita. Aquesta mina italiana és l'únic indret de tot el planeta on ha estat descrita aquesta espècie mineral.